# Nouvelle Planète
Nouvelle Planète est une organisation à but non lucratif fondée le 12 novembre 1986 sur les exemples, les idées et l'éthique d'Albert Schweitzer. Elle est basée à Lausanne, en Suisse. Politiquement et confessionnellement neutre, l'ONG soutient les démarches initiées par les populations marginalisées vivant en milieu rural dans des régions défavorisées et excentrées d’Afrique, d’Asie et d’Amérique latine pour qu’elles puissent s’aider elles-mêmes et protéger leur environnement. Elle organise des voyages d'entraide pour permettre à des groupes de découvrir, réfléchir, agir et partager. Nouvelle Planète est certifiée ZEWO et ISO 9001 et ISO 14001 par EdelCert & InSpectorat.

## Origines historiques
Nouvelle Planète est née du projet de rénover l'hôpital Albert Schweitzer à Lambaréné (Gabon). Le fondateur de l'ONG, Willy Randin, ancien directeur de l'hôpital, et Maurice Lack, un architecte spécialisé en bioclimatique, ont proposé un projet basé sur des énergies renouvelables. Une recherche a été menée dans ce sens, mais les responsables de l'hôpital Albert Schweitzer n'étaient pas intéressés par le projet. Au lieu de simplement abandonner leurs idées, Lack et Randin ont voulu développer ces technologies appropriées dans d'autres parties du monde. Pour ce faire, ils ont fondé le Centre Écologique Albert Schweitzer (CEAS) et l'Action Sahel de Schweitzer. Cette dernière organisation est devenue Nouvelle Planète, en Suisse.
À l'époque, Willy Randin travaillait pour une grande agence de développement en Suisse, et il avait pu voir à quel point les citoyens avaient le désir de comprendre la réalité des pays du Sud, et de se mobiliser en vue de soutenir de petits projets en établissant des relations directes avec les bénéficiaires.
En 1986, vu le succès de l'Action Sahel de Schweitzer, il a été décidé d'étendre les activités à Haïti, puis à l'Amazonie, tout en poursuivant les projets au Sahel avec le Centre Écologique Albert Schweitzer. À ce moment-là, le nom de l'organisation est donc changé en Nouvelle Planète.

## Philosophie
La philosophie de Nouvelle Planète est basée sur l'éthique d'Albert Schweitzer, qui a dit: « je suis une vie qui veut vivre au milieu d'autres vies qui veulent vivre ». Cette éthique implique un respect de toutes les formes de vie dans la mesure du possible, un équilibre entre les humains, les animaux et les plantes. La notion de « respect de la vie » (Ehrfurcht vor dem Leben) est tournée vers l'action concrète, la recherche de simplicité, la confiance mutuelle et l’optimisme. Nouvelle Planète agit aujourd'hui encore avec des principes inspirés de cette éthique. L'association travaille avec des groupes selon trois principes clés : 
- Soutenir des initiatives locales et répondre aux besoins de populations défavorisées en milieu rural
- S'appuyer sur les compétences et l'expérience de groupements villageois et sur le professionnalisme d'équipes locales de coordination
- Garantir une autonomie des projets et assurer un suivi sur le long terme[7].

L'ONG est présente dans une petite dizaine de pays différents (Sénégal, Guinée, Burkina Faso, Bénin, Madagascar, Pérou, Birmanie, Vietnam...). Elle travaille sur différents thèmes tels que l'agriculture durable, l'eau, l'assainissement et l'hygiène, l'environnement et l'éducation. Par exemple, pour l'agriculture durable, l'ONG soutient des projets de transformation agricole, d'irrigation ou encore de maraîchage. Les projets se déroulent dans le cadre d’un suivi à long terme.
Les problèmes de développement humain et écologiques s'accroissant d'année en année et l'écart entre pays riches et pays pauvres n'ayant jamais été aussi grand, Nouvelle Planète propose donc des solutions aux gens du nord qui sont prêts à investir du temps, des compétences ou de l'argent et ont parfois de la difficulté à se mobiliser et à faire preuve de solidarité,.

## Voyages d'entraide
Les voyages d'entraide proposés permettent à des jeunes, des adultes/seniors ou des groupes déjà constitués de partir à l'étranger lors de vacances humanitaires sous forme de volontariat (volontourisme) (www.workcamps.ch). Par groupes, les participants travaillent sur un projet et participent à des actions communautaires. Avant leur mission humanitaire, des réunions de préparation sont menées. Le but de ces voyages est de prendre conscience des réalités d'autres pays et échanger avec la population locale. L'action de l'ONG s'inscrit dans la durée, comme l'a rappelé son directeur, Philippe Randin dans le quotidien suisse Le Temps : « Le but n’est pas que nos participants construisent une école ou concrétisent leur propre projet. Nous nous inscrivons dans la durée. Nos camps estivaux visent à rapprocher des populations différentes, à sensibiliser les participants ».